# Garzau-Garzin
Garzau-Garzin är en kommun i östra Tyskland, belägen i Landkreis Märkisch-Oderland i förbundslandet Brandenburg, omkring 40 km öster om Berlin och 6 km öster om staden Strausberg. Kommunen bildades 2001 genom sammanslagning av kommunerna Garzau och Garzin. Den administreras som en del av kommunalförbundet Amt Märkische Schweiz, vars säte ligger i den närbelägna staden Buckow.